# Ichneumon femoratus
Ichneumon femoratus là một loài tò vò trong họ Ichneumonidae.